# Gérard Sire
Gérard Sire est un homme de radio, auteur et scénariste français, né le 29 mars 1927 à Paris, où il est mort le 22 novembre 1977.

## Biographie
Gérard Sire débute dans la vie comme inspecteur des impôts, tout en réalisant à ses heures perdues des émissions de radio et en écrivant des articles dans des revues de cinéma. Il crée, dans les années 1960, la société « Pilote Productions » qui produit des scopitones (ancêtre du vidéoclip qui passait sur une sorte de juke-box équipé d'un écran couleur), de Charles Aznavour, Sheila, Henri Salvador, France Gall… Il apparaît souvent dans les films de Claude Lelouch, autre réalisateur de scopitones, en particulier dans La Bonne Année et L'aventure c'est l'aventure ;  dans Un homme et une femme il prête sa voix et son fils Antoine y joue le rôle du fils de Jean-Louis Trintignant.
Au cours des années 1960, Gérard Sire écrit diverses paroles de chansons avec Hector, dans un style d’humour noir provocateur et au dixième degré.
Avec son épouse Anita Altman (8 janvier 1934 - 21 mai 1998) qui a une carrière radiophonique, cinématographique et théâtrale, il a trois enfants, Antoine, Clément et Benjamin.

### Collaboration avec Jean Yanne
En 1969, Gérard Sire réalise avec l'aide de Jean Yanne un film de neuf minutes dont le destin sera singulier : centré sur le personnage de Roland Moreno (futur inventeur de la carte à puce), il présente pendant de longues minutes les créations les plus loufoques de Roland Moreno (dont la machine à tirer à pile ou face) et l'interroge au « sixième degré » sur l'existence, le sens du destin, et les « traumatismes de l'enfance ». L'essentiel de ce film (Tirade de l'oiseau) sera entièrement repris, mot pour mot, par Claude Sautet dans Les Choses de la vie où le comédien Gérard Lartigau joue le rôle de Roland Moreno, fils de Michel Piccoli.
Après avoir coanimé des centaines d'émissions de radio avec Jean Yanne sur RTL et Europe 1, il écrit en 1972 le scénario de Tout le monde il est beau, tout le monde il est gentil. Il écrit ou co-écrit également les films suivants de Jean Yanne avec Jean Yanne : Moi y'en a vouloir des sous, Les Chinois à Paris, Chobizenesse, Je te tiens, tu me tiens par la barbichette. Il écrit aussi le scénario de plusieurs séries télévisées à la fin des années 1960 et au cours des années 1970 : Cécilia, médecin de campagne en 1966, Un taxi dans les nuages, La Folie des bêtes en 1974, Château espérance en 1976, La Famille Cigale en 1977, Les Hommes de Rose en 1978, Le vérificateur...

### Animateur vedette
À partir de 1971, Gérard Sire devient animateur vedette de France Inter, dont il assure la tranche horaire matinale, et écrit un conte quotidien qu'il lit l'après-midi à l'antenne. Ses textes, récités d'une voix chaleureuse, allient poésie, humour (parfois noir) et tendresse.
Ses meilleurs contes, dont l'univers s'inspire autant de Molière que de Salinger en passant par Marcel Proust et Ian Fleming, ont été édités dans deux recueils publiés par HB éditions : Contes pour rêver et Le Papillon de Nuit. Un album comportant deux CD d'enregistrements originaux accompagné par des musiques de son fils, le compositeur Benjamin Sire dit « Jiben Sire » et illustré de dessins de François Boucq, a été récemment publié par Radio France avec notamment la Radioscopie du Père Noël où, jouant le rôle d'un père Noël à l'accent rocailleux, il est interviewé par Jacques Chancel.

### Les Compagnons de l'île de Pâques
Lors de ses émissions radiophoniques, TSF 68, puis 69, 70, 71 (et qui deviendra ensuite L'oreille en coin), Gérard Sire, surnommé le « Balzac des antennes », mentionne de façon récurrente une secte de son invention : Les Compagnons de l'île de Pâques, la décrivant comme un groupe de personnes ayant compris que la civilisation est déjà condamnée par l'épuisement des combustibles fossiles et qui s'organise de façon clandestine pour survivre et refonder une civilisation.
C'est une des premières mentions radiophoniques de ce qui se nommera plus tard la théorie d'Olduvaï et un fil conducteur de ses émissions.

### Vie personnelle
Gérard Sire a eu trois fils : le musicien Benjamin Sire ; Antoine Sire, professionnel de la communication ; Clément Sire, mathématicien et physicien, directeur de recherche au CNRS et directeur du laboratoire de physique théorique à Toulouse.

### Mort
Travailleur acharné et gros fumeur, Gérard Sire meurt d'un cancer le 22 novembre 1977 à 50 ans. Il est enterré à Cessenon-sur-Orb dans l'Hérault, d'où sa famille est originaire.

## Publications
Gérard Sire est l'auteur de plusieurs nouvelles ou contes dont la plupart seront éditées après sa mort :
- Un taxi dans les nuages, Paris, Éditions G.P., 1969, 188 pages.
- Le clown et autres contes, préface de Jean Yanne, Paris, éditions J. C. Simoën, 1978, 293 pages.
- Contes pour rêver, illustrés par Claude Foënet, Aigues-Vives, HB éditions, 1995, 163 pages.
- Le Papillon de nuit (nouvelles), illustrés par Claude Foënet, Aigues-Vives, HB éditions, 1999, 161 pages.

### Document vidéo
- Gérard Sire et Jean Yanne interviewés par Philippe Bouvard (INA)